# واحة القارة
واحة القارة - واسمها الكامل « قارة أم الصغير » - واحة صغيرة منعزلة، تتبع مركز (تقسيم إداري) سيوة بمحافظة مطروح، تقع على الحواف الغربية لمنخفض القطارة، على بعد 75 كم إلى الشمال الشرقي من سيوة. يصلها طريق فرعي مسفلت طوله تقريبًا 100 كم، بمنطقة اسمها «بئر النصف» تقع على طريق مطروح-سيوة. تعداد سكانها 475 نسمة وهم من الأمازيغ. ويُقال أنّه إذا جاء مولود جديد، يتوفّى أحد مسنّي القرية، فيبقى تعداد سكّان الواحة ثابتًا.
بنى أهل القرية في بادئ الأمر حصنًا أعلى جبل صخريّ مجاور كان موقعًا دفاعيًّا يحميهم من الأعداء، فعاشوا يزرعون التمر و الزيتون، في يوم شديد المطر ذاب الحصن الصحراوي فانتقل السكان إلى منازل جديدة يقيمون فيها اليوم في الأرض المنخفضة. ولأنّ الواحة ليست مربوطة بالشبكة الوطنية للكهرباء، توفّر خلايا شمسية الطاقة اللازمة لإضاءة الطرقات والاستخدام المنزلي، ومولدات الديزل للاستخدامات التي تتطلب طاقة كبيرة. وبها مدرسة للتعليم الأساسي، وأعلنت أوّل قرية خالية من الأمية في محافظة مطروح سنة 2009، إلّا أنّها تفتقر إلى وحدة طبية وتردادها قوافل الإغاثة من حين إلى آخر لتوفير الخدمات الطبية الأساسية.
ومن معالم الواحة عيون غزيرة عالية الملوحة عُرِفت منذ عهد الرومان، وعين مياه ساخنة اسمها «كيفارة»، تصل درجة حرارتها إلى 70 درجة مئوية، تُحوّل إلى أحواض تبريد لتستخدم في الزراعة واستهلاك الأهالي، وآثار قديمة تقع أعلى الجبل المتاخم، وسوق تُعرض به منتجات بيئية ومشغولات يدوية. والقرية ذاتها أثرية مبنية بمادة «الكرشيف» والتي تُصنع من طمي مخلوط بملح. ومن أكلات أهل القرية المميزة «الأقروز» وهو جمار النخل، ويُقدّم تقليديًا لأهمّ الضيوف.
أم الصغير وخلايا الطاقة الشمسية
تبلغ مساحة «أم الصغير» 120 فدانًا، وتبعد عن القاهرة 1050 كم، وعن أقرب مدينة «سيوة» 250 كم، ونظرًا لبُعدها وسوء حال الطريق المؤدي إليها، غضت الدولة الطرف عنها، فالواحة غير مربوطة بشركة الكهرباء، مما يترتب عليه ضعف الكهرباء وانقطاعها عند منتصف الليل، إلا أن سكان الواحة، قد تمكنوا من تطبيق نظام عجزت عن تطبيقه المدن، وهو خلايا الطاقة الشمسية، وذلك عن طريق تركيب خلايا أعلى أسطح المنازل، وينتج عن خلايا الطاقة الشمسية، بالكاد ما يكفي لإنارة لمبات الإضاءة المُوفرة بالطرقات والاستخدام المنزلي، فضلًا عن مُولد ديزل، وذلك للاستخدامات التي تتطلب ما لن توفره خلايا الطاقة الشمسية كالأجهزة الكهربائية «الغسالات والثلاجات».[4]
منطقة بلا خدمات
لا يقتصر فقر «القارة» على الكهرباء، بل يمتد ليشمل شبكات المحمول، فما من تغطية لشبكات المحمول، مما يجعلها في شبه عزلة عن العالم، وفيما يخص الخدمات الاجتماعية فـالواحة، لا تضم سوى فصول لمحو الأمية، دون رعاية من الدولة، كما تفتقر لوحدةٍ طبية فـ على أي مريض من أبناء الواحة السفر لأكثر من300 كيلو متر إلى مطروح، لتلقي العلاج و الرعاية الطبية.
وتمتلك الواحة سيارة واحدة «متهالكة» تجيء لهم كل فترة ببعض المؤن، من زيتٍ وشاي وسكر وأكياس بسكويت رخيص رديء، والذي يقدمونه كأفضل إكرام مع الشاي، وما قد يُقدم من طعام فهو جبن وخبز وزيتون وفول، فما من إمكانية لغير ذلك. فضلًا عن ذباب متوحش وناموس، مما يجعل الحياة في الصيف غير محتملة.